# Barbula chenia
Barbula chenia là một loài rêu trong họ Pottiaceae. Loài này được Redf. & B.C. Tan mô tả khoa học đầu tiên năm 1995.